# Krasnodonskoje
Krasnodonskoje (Краснодонское, deutsch Keimkallen und Auerswalde) war ein aus ehemals zwei ostpreußischen Ortschaften bestehender Ort in der heutigen russischen Oblast Kaliningrad (Gebiet Königsberg (Preußen)) im Stadtkreis Mamonowo (Heiligenbeil).

## Geographische Lage
Die Ortsstelle Krasnodonskoje befindet sich wenige Kilometer östlich des Ufers des Frischen Haffs (russisch Kaliningradski saliw) im westlichen Süden der Oblast Kaliningrad, sechs Kilometer südwestlich der früheren Kreis- und heutigen Rajonsstadt Heiligenbeil resp. Mamonowo.

## Geschichte

### Keimkallen

#### Ortsgeschichte (bis 1945)
Der seinerzeit Keymal genannte Gutsort mit dem Park samt Allee wurde 1262 erstmals urkundlich erwähnt. Nach 1262 hieß er Kamkal, nach 1437 Kaymekallen, vor 1600 Keinkellen und nach 1620 Keimkallen.
Im Jahre 1874 wurde Keimkallen Amtsdorf und damit namensgebend für einen Amtsbezirk im ostpreußischen Kreis Heiligenbeil. 127 Einwohner zählte der Gutsbezirk Keimkallen mit der Ortschaft Auerswalde im Jahre 1910.
Am 30. September 1928 schlossen sich die Gutsbezirke Keimkallen, Newecken (russisch Timirjasewo), Romansgut und Wangnicken zur neuen Landgemeinde Wangnicken zusammen. In diesem Zusammenhang fand am 13. September 1929 die Umbenennung des Amtsbezirks Keimkallen in „Amtsbezirk Schirten“ (russisch Potjomkino) statt.
Keimkallen kam 1945 mit der Abtretung des gesamten nördlichen Ostpreußen zur Sowjetunion.

#### Amtsbezirk (1874–1929)
Zum von 1874 bis 1929 bestehenden Amtsbezirk Keimkallen gehörten anfangs acht, zum Schluss noch zwei Orte:
| Deutscher Name      | Russischer Name | Anmerkungen                                                               |
| ------------------- | --------------- | ------------------------------------------------------------------------- |
| Follendorf          | Rybakowo        | 1914 in den Amtsbezirk Balga umgegliedert                                 |
| Gabditten           | NN.             | 1928 nach Schirten eingemeindet                                           |
| Gedilgen            | NN.             | 1928 nach Schirten eingemeindet                                           |
| Groß Hoppenbruch    | Snamenka        | 1929 in den Amtsbezirk Balga umgegliedert                                 |
| Keimkallen          | Krasodonskoje   | 1928 nach Wangnicken eingegliedert                                        |
| Perscheln           | NN.             | 1915 als Gemeinde aufgelöst und nach Gabditten sowie Bregden umgegliedert |
| Ritterthal          | NN.             | 1928 nach Groß Hoppenbruch eingemeindet                                   |
| Schirten            | Potjomkino      |                                                                           |
| ab 1928: Wangnicken | NN.             |                                                                           |

Vom Amtsbezirk Keimkallen konnte der Amtsbezirk Schirten 1929 lediglich die Orte Schirten und Wangnicken übernehmen.

#### Persönlichkeiten

##### Aus dem Ort gebürtig
- Otto Ludwig von Beneckendorff und von Hindenburg (* 22. Dezember 1778 in Keimkallen), preußischer Landschaftsdirektor, Großvater von Paul von Hindenburg († 1855)
- Adalbert von Auerswald (* 20. Juli 1822 in Keimkallen), preußischer Dragoneroffizier († 1870)

##### Mit dem Ort verbunden
- Johann von Beneckendorff und von Hindenburg (1747–1827), preußischer Landrat, Rittergutsbesitzer auf Keimkallen

### Auerswalde (bis 1945)
Auerswalde wurde 1827 in unmittelbarer Nähe zu Keimkallen gegründet. Als Vorwerk war der Ort bis 1928 ein Wohnplatz im ostpreußischen Gutsbezirk Keimkallen, bis dieser dann nach Wangnicken eingemeindet wurde.
Wie Keimkallen kam Auerswalde 1945 mit dem gesamten nördlichen Ostpreußen in Kriegsfolge zur Sowjetunion.

### Krasnodonskoje (ab 1945)
In der Sowjetunion wurden Keimkallen und Auerswalde 1947 in den neu gebildeten Mamonowski selski Sowet (Dorfsowjet Mamonowo – Heiligenbeil) einbezogen, der dem Rajon Laduschkin (Gebiet Ludwigsort)  zugeordnet war. Im Jahre 1950 verloren Keimkallen und Auerswalde ihre bisherigen Namen und wurden gemeinsam „Krasnodonskoje“ genannt.
1951 wurde der Dorfsowjet Mamonowo in den Mamonowski gorodskoi Sowet (Stadtsowjet Mamonowo) umgebildet. Auch wurde der Rajon Laduschkin aufgelöst und das Gebiet Mamonowo in den Rajon Bagrationowsk (Stadtkreis Preußisch Eylau) eingefügt. 2004 wurde die Administration der Stadt in den Stadtkreis Mamonowo umgewandelt, zu dessen Bereich die Ortsstelle Krasnodonskoje jetzt gehört: sie wurde nicht wieder besiedelt, verwaiste und gilt heute als untergegangen.

## Religion
Die Bevölkerung von Keimkallen und Auerswalde war bis 1945 fast ausnahmslos evangelischer Konfession, und die Orte gehörten zum Kirchspiel der Stadt Heiligenbeil in der Kirchenprovinz Ostpreußen der Kirche der Altpreußischen Union. Römisch-katholischerseits bestand gleichfalls der Bezug zu Heiligenbeil, dessen Pfarrei dem Bistum Ermland zugehörte.

## Verkehr
Die nicht mehr recht erkennbaren Ortsstellen von Keimkallen bzw. Auerswalde – resp. Krasnodonskoje – liegen westlich der Nebenstraße 27A-021, die von Bogdanowka (Gnadenthal) nach Snamenka (Groß Hoppenbruch) führt.